# Ascorhombispora
Ascorhombispora is een monotypisch geslacht van schimmels uit de orde Pleosporales. Het bevat alleen Ascorhombispora aquatica.